# Procambarus morrisi
Procambarus morrisi är en sötvattenlevande kräfta som lever endemiskt i USA.